# ワンダル・ワンダリング!
『ワンダル・ワンダリング!』は、『月刊電撃コミックガオ!』（メディアワークス）で1993年7月（8月号）から1995年7月（8月号）まで連載された迎夏生による少年漫画作品。単行本は全4巻と外伝が全1巻。

## ストーリー
周囲を山々に囲まれた、のどかで平和な国・ワノクニ。そこには先のとがった大きな耳を持つ人々が静かに暮らしていた。ある日、ワノクニのチョボリに住むタロサクの家に突然、「ワンダル」と名乗る小さな子供が舞い込んでくる。
なんとワンダルは、高度な文明を持ち、自分たち以外の種族を皆殺しにするという、恐怖の種族・マルミミ族だったのだ。街の人々は恐怖に打ち震えた。しかしワンダルは、その素直で明るい性格で人々を魅了し、タロサクと一緒に住むことになる。そんな2人とチョボリの人々の交流を描いたあたたかい作品である。

## 登場人物
ワンダル
CDドラマでの声：高山みなみ
ある日突然タロサクの家に部屋に迷い込んできた。ワノクニに住む人達とは違い、耳の形が丸いため、マルミミ族の子供として恐れられる。当初、手なずけられるのがタロサクだけだったため、タロサクの家に居候することになる。感情の起伏で突然大きくなり、少年になったり、少女になったりする。あんパンが大好物。
マルミミ族に保護されていたニジノモト族という種族の生き残り。ニジノモト族は成長期の状況によって性別が決まるため、ワンダルは大きくなって少年になったり少女になったりしていた。本編の終盤で女性体に成長、少女と成る。
その後、外伝でタロサクに告白しタロサクと結ばれ子供を設ける。本編で登場した子供はタロサクとワンダルの特徴を受け継いだ容姿だった。
タロサク
声：緑川光
チョボリに住む、画家を夢見る少年。最初は面倒を見てただけのワンダルを一緒に暮らす内に家族として大事にする。春祭りの日に自分に好きと言った少女姿のワンダルに一目惚れする。その後、一目惚れした少女がワンダルと知り葛藤する。元々自己主張の強いタイプではなく、ワンダルがニジノモト族の貴重な生き残りと聞かされた際には保護しているマルミミ族の許に返すべきかと考えたが、オンマルや本来は恋敵であったはずのジングルに発破をかけられ、マルミミ族のやっていることも「ただのわがまま」と気付いてワンダルを迎えに行った。
オンマル
声：三木眞一郎
タロサクの幼なじみ。ワノクニ一大きな耳を持つ。家を持たずに放浪の音楽家として旅を続けている。外伝の過去編によると、アーカスの町でも評判だった踊り子の私生児。
ミロフィ
声：篠原恵美
チョボリの小学校の先生。お淑やかな女性でタロサクが憧れているが、一本芯の通った性格でもあり、自分の納得いかないことに対しては毅然とした態度で接する。裁縫が得意で相手の衣服を切り落としたり、縫い付けて動けなくしてしまう。文句をつけたキャンディアに対しては「女同士だから使う手段」とのこと。フロンを想っており同居する兄との共通点を視てる様である。
ポリス
声：中村大樹
ミロフィの兄。チョボリの警察官だが「チョボリのポリスは自分」と語っており、本名は不明。平和な町で警官というより「何でも屋」と言った扱いでも真面目に仕事をする堅物。
チュロス
声：くじら
タロサクの下宿先の大家さん。物言いにキツイところはあるが、絵描きになる夢を追うタロサクに発破を掛けつつ見守っている。ワンダルが成人して女の子になった際には隣の部屋を続き部屋にする許可を出してくれた。
ムシカ
声：鈴木明子
チョボリの小学校でのワンダルの同級生。ワンダルをライバル視している。
ビリンバ
チョボリの小学校でのワンダルの同級生でワンダルを好いてる。父親のチャービックは念動力により物を操り、その力で飛行が可能でその能力を利用した土建屋を営む。ビリンバも念動力でバスケットを乗り物にして飛ぶことができる。ワンダルが女性に成長した際に激しく動揺するも、その後ムシカに乗り換える逞しさもある。
フーリュータ
声：梁田清之
通称・フータ。チョボリのパン屋。明るくて軽い性格。パン作りには非常に真摯で「あんパン」を始めとしていろいろなパンを考え出している。
元ネタは作者の別作品「ルーンワース -星の勇者-」に登場した風神フェムリュー。
アズキ
タロサクの姉。実家のあるアーカスの町で神殿に勤めている。オンマルの恋人でもあり、放浪を続ける彼の「帰る場所」である。
キャンディア、ミャンデル
レンガの町で活動する狩人（ハンター）と研究者の姉妹。マルミミ族（だと思われていた）ワンダルを捕らえて研究しようとした。のちにジングルやフロンも研究対象としようとしたが、ミロフィに追い返された。
ジングル
ワンダルと同じニジノモト族の生き残りであり、ワンダルの許婚。当初は保護官に言われるままにワンダルと結婚するものだと考えていたが、ワノクニで暮らすうちに「そうじゃない選択肢」もあるのだと気付く。一見すると大人びているが、ワンダルと同じく中身は子供。外伝でフロンと離れ、とある場所で暮らす。
フロン
マルミミ族の保護官でジングルの担当。初めはマルミミ族以外を見下した性格でワンダルを連れ戻すことを優先していたが、ワノクニの人々もニジノモト族も元々はマルミミ族だったと知り、考えを改めていく。ミロフィに自覚無く引かれており、事ある毎にミロフィに相談した。一時期ミロフィを拒絶するもジングルの言葉とワンダルとタロサクの成り行きを見て本編最終回でミロフィに告白、一旦本国に帰還したが、外伝において3年の時を身一つでワノクニ目指して旅をし春祭りの日にミロフィの前に告白の花を持って現れた。
オーエン
大シーダの森にある「青い大岩」に宿る精霊。ワノクニの住民たちの祖先だが、実はマルミミ族。

## 用語
ワノクニ
その名のごとく「大きな輪の形をした山」に囲まれた国。中央の「大シーダの森」を囲むように「レンガ（狩猟・採取）」「オオレ（小麦の生産）」「ニココ（青果物生産）」「アーカス（集積・加工・配分）」「チョボリ（ジャガイモや獣毛）」という五つの町や村が存在し、それぞれが食料や素材の採取・生産・加工を分業することで成り立っている。タロサクたちの住むチョボリは外界と通じる山の切れ目の近くにある。マルミミ族の気配を感じ取る「大きな耳」持つのが特徴。エルフ耳のような尖り耳と獣耳の2種あり、他に念動力などを有する者(ビリンバ等)も少数存在する。大シーダの森の奥深くには巨大な「青い岩」がある。
実はワノクニの人々は千年ほど前に当時のマルミミ族のやり方に反発して国を出た集団の子孫で、使われている文字や基本的な文化は同じだが、子孫の姿が変化するとともにその事実は秘匿され、現在の住人はそのことを知らない。全体的には平和に暮らしているのどかな国だが、アーカスのような大きな町には貧民街などもあり、職業による差別も存在する。
ニジノモト族
ワンダルやジングルの属する種族で夕日色の瞳が特長。幼態時は一見すると女児だが、むしろ中性。本来は8歳から10歳を過ぎる頃に14-15歳まで1週間かけて身体を急成長させて成体と成り、その際に性別が決定する。希に感情の負荷で身体を急成長させ、そのまま成体になる者も居る。ワンダルは一時的に成体化（その際の感情に応じて男性化・女性化）しては感情の鎮静と共に幼態に戻るが、身体に掛る負荷も大きく安定させないと寿命を縮めることになる。
他の種族特性としては怪力を発揮するほか、水中での活動に優れる。故郷にある大滝の下にワノクニにあるものと同種の岩が存在している。
マルミミ族から亜人として差別されていたが、マルミミ族内の派閥変化に伴い保護対象となる。しかし、その能力を危険視されて過保護な教育を受けた結果、本来の居留地に近い環境で暮らす試験をした際に獣に襲われても抵抗できずに死者が出た上、保護園に戻された際に発生した疫病で女性体の成人が全滅してしまっている。
青い岩
ワノクニやニジノモト族の故郷に存在する大岩。遥か昔に空から降ってきた隕石らしく、岩からはある種の力が発せられている。ワノクニの民やニジノモト族に生きていくために必要な能力を与えた。
非常に頑強で、後述の「仙金鉱」で作られた道具以外で加工することはできない。作中でワンダルが岩に大きな亀裂を入れた際には表面積の増加によって発せられる力が増したためか、約一ヶ月ほどの間ワノクニの人々は妙に元気だった。
マルミミ族
いわゆる「人間」だが、作中では恐ろしい魔物のように恐れられている。
「仙金鉱」という頑丈な金属を精製したり、飛行機械などを保有する高度な技術文明を持っているが、ワノクニの住人やニジノモト族のような「自分たちとは違う容姿・能力を持つ種族」を差別し、迫害・弾圧を繰り返していた。作中時間で50年ほど前に大規模な政変があって以降は多種族との友好・融和政策を行っている。
過去に何らかの災害があり、安全な場所に籠って生き延びた結果、外界で生き残り変化した人々を同族とは認められなかったものと思われる。

## 関連商品
- CD
  - 「ワンダル・ワンダリング!〜ザ・オリジナル・ストーリー」フォーライフミュージックエンタテイメント
  - 「ワンダル・ワンダリング! サウンド・アルバム」フォーライフミュージックエンタテイメント
- 画集
  - 「迎夏生画集 2 ワンダル・ワンダリング!」メディアワークス